# Wintergasten (televisieprogramma)
Wintergasten is een televisieprogramma van de VPRO dat de internationale tegenhanger is van Zomergasten. Het programma bestaat uit een interview van anderhalf uur met een internationale persoonlijkheid.
Als Wereldgasten kwam het eind 2005 voor het eerst op de televisie. Nelleke Noordervliet, Christine Otten en Kristien Hemmerechts interviewden ieder een gast. In 2006/2007 verzorgden Joyce Roodnat, Leon Verdonschot en Joris Luyendijk de interviews. Het programma werd in seizoen 2007/2008 en seizoen 2008/2009 onder de huidige naam alleen gepresenteerd door Luyendijk. Hij werd opgevolgd door Raoul Heertje, die seizoen 2009/2010 voor zijn rekening nam. In het seizoen 2010/2011 werd iedere aflevering weer door een andere interviewer gedaan, respectievelijk Roel Bentz van den Berg, Heertje en Verdonschot. In 2011/2012 lag de presentatie dan weer geheel bij Heertje. In de laatste week van 2021 kwam Wintergasten terug, ditmaal gepresenteerd door Zomergasten-presentatrice Janine Abbring. De afleveringen van 2023 werden gepresenteerd door achtereenvolgens Janine Abbring, Nadia Moussaid en Femke van der Laan.

## Gasten
- Winter 2005/2006: Daniel Cohn-Bendit, Willem Dafoe, Jonathan Safran Foer
- Winter 2006/2007: David Lynch, Iggy Pop, Wadah Khanfar
- Winter 2007/2008: Garri Kasparov, Desmond Tutu, Naomi Klein
- Winter 2008/2009: Tariq Ramadan, Jeffrey Sachs, Isabel Allende
- Winter 2009/2010: Ray Kurzweil, David Simon, Rory Stewart
- Winter 2010/2011: Roy Sorensen, Antanas Mockus, Antony Hegarty
- Winter 2011/2012: Theodore Dalrymple, Gavin Friday, Deirdre McCloskey
- Winter 2021: Yuval Noah Harari, Marina Abramović, Colson Whitehead, Grayson Perry
- Winter 2023: Jane Goodall, Leïla Slimani, Henry Marsh[4]
- Winter 2024: Noreena Hertz, Nino Haratischwili, George Monbiot, Ibrahim Maalouf